# Philodromus wunderlichi
Philodromus wunderlichi là một loài nhện trong họ Philodromidae.
Loài này thuộc chi Philodromus. Philodromus wunderlichi được miêu tả năm 2007 bởi Muster & Konrad Thaler.